# Mona Martínez
Mónica Martínez (Màlaga, 16 d'abril de 1968) més coneguda com a Mona Martínez és una actriu de cinema i teatre espanyola.

## Biografia
Martínez va començar la seva carrera artística en el ball, disciplina a la qual va brindar 10 anys de la seva vida professional. En el 2000 es va traslladar a Madrid per a formar-se i treballar en l'art dramàtic.
En 2002, va fer el seu debut com a actriu en la sèrie Padre coraje sota la direcció de Benito Zambrano. Això li va obrir les portes a la seva carrera televisiva, teatral i cinematogràfica el que li va portar a treballar sota la direcció de grans direccions cinematogràfiques com Fernando Colomo a Al sur de Granada, Andrea Zaurrieta a Ana de día, Rodrigo Sorogoyen en la pel·lícula El reino, Alejo Flah a Taxi a Gibraltar, així com el seu treball sota les ordres de Paco Cabezas a Adiós per la qual va obtenir la seva primera nominació en els Premis Goya a Millor Actriu de Repartiment. En les sèries cal destacar els seus papers en Vis a Vis, Anclados, Vota a Juan i la sèrie dirigida per Los Javis Paquita Salas. La seva carrera teatral ha estat marcada per treballar sota la direcció de grans directors com Ernesto Caballero, Salva Bolta, Albert Boadella, Jaroslaw Bielski, Miguel Narros, Juan Carlos Pérez de la Fuente i José Luis Arellano amb qui va treballar a l'obra ¡Ay, Carmela! obra per la qual va ser nominada als Premis Hellen Hayes com a millor actriu l'any 2012.

## Filmografia
Pel·lícules
- Adiós (2019) - dir. Paco Cabezas.
- Terminator: Destino oscuro (2019) - dir. Tim Miller.
- Intemperie (2019) - dir. Benito Zambrano.
- Taxi a Gibraltar (2019) - dir. Alejo Flah.
- El reino (2018) - dir. Rodrigo Sorogoyen.
- Ana de día (2018) - dir. Andrea Jaurrieta.
- Camarón (2005) - dir. Jaime Chávarri.
- Al sur de Granada (2003) - dir. Fernando Colomo.[6]

Curtmetratges
- La guarida (2018) - dir. Iago de Soto.
- Block 24 (2018) - dir. Fernando Pozo.[7]

Sèries
- Mamen Mayo (2024) - SkyShowtime - taxadora Sebastiana, 8 episodis
- Antidisturbios (2021) - Dir Rodrigo Sorogoyen. Movistar+.
- Valeria (2020) - dir. Inma Torrente i Nely Reguera. Netflix.
- Vota Juan (2019) - Dir Víctor García León i Borja Cobeaga. TNT.[8]
- Paquita Salas (2018) - dir. Javier Calvo Guirao i Javier Ambrossi. Netflix.
- Vis a vis (2016) - dir. Jesús Colmenar, Jesús Rodrigo, Sandra Gallego, David Molina, Álex Rodrigo, Marc Vigil, Ramón Salazar i Carles Torrens. Antena 3.
- Teresa (2015) - dir. Jorge Dorado. TVE.[9]
- Anclados (2015) - dir. Mario Montero, David Molina Encinas i Mar Olid. Telecinco.
- Cuéntame cómo pasó (2014) -dir. Agustín Crespi, Antonio Cano, Moisés Ramos, Óscar Aibar i Manuel Gómez Pereira. TVE.
- Isabel (2013) -dir. Jordi Frades. TVE.
- Hispania, la leyenda (2011) - dir. Carlos Sedes, Alberto Rodríguez, Santi Amodeo i Jorge Sánchez-Cabezudo. Antena 3.[10]
- La duquesa (2010) - dir. Antón Laguna. Telecinco.
- Un golpe de suerte (2009) - dir. Juanjo Castro. Telecinco.[11]
- Paquirri (2009)-dir. Salvador Calvo. Telecinco.
- La chica de ayer (2009) - dir. Álvaro Ron, Alfonso Arandia, Iñaki Mercero i José Ramos Paíno. Antena 3.
- El síndrome de Ulises (2008) - dir. Inma Torrente, Álvaro Fernández Armero, Eduardo Milewicz, Roberto Santiago i Jorge Iglesias. Antena 3.
- Hospital Central (2006) - dir. Javier Pizarro, Juan Testa, Jacobo Rispa, Jose Luis Berlanga i José María Caro. Telecinco.
- Despacito y a compás (2003) - dir. Marta Molins. Telecinco.[12]
- El comisario (1999-2009) - dir. Ignacio Mercero i Alfonso Arandia. Telecinco.
- Javier ya no vive solo (2002) - dir. Emilio Aragón, Daniel Écija María Cereceda, Jesús Rodrigo, Juan Carlos Cueto, Ana Maroto i José Ramón Ayerra. Telecinco.
- Periodistas (2002) -Daniel Écija, Begoña Álvarez Rojas, Jesús Rodrigo, Felipe Pontón, Antonio Conesa, David Molina Encinas, Mauricio Romero i Andre R. Guttfreund. Telecinco.[8]
- Padre coraje (2002) - dir. Benito Zambrano. Antena 3.[6]

## Obres de teatre
- Las Bárbaras- Dir. Carol López(2019).[13]
- Óscar o la felicidad de existir (2019) de Éric- Emmanuel Schmitt- Dir. Juan Carlos Pérez de la Fuente.
- Mi película italiana (2019) de Rocío Bello- Dir. Salvador Bolta.
- Un roble (2019) de Tim Crounch- Dir. Carlos Tuñon.
- Alguien voló sobre el nido del cuco (2018) - Dir. Jaroslaw Bielski.[14]
- La familia no (2018) - Dir. Gon Ramos.[15]
- La Pilarcita (2017) - Dir. Chema Tena.
- Dios K (2016) - Dir. Victor Velasco.
- Rinoceronte (2014)- Dir. Ernesto Caballero.
- Boomerang (2014)- Dir. Ernesto Caballero.
- Montenegro (2014)- Dir. Ernesto Caballero.
- Ensayando a Don Juan (2014)- Dir. Albert Boadella.
- La dama duende (2014) de Pedro Calderón de la Barca - Dir. Miguel Narros.
- Yerma (2013) de Federico García Lorca- Dir. Miguel Narros.[16]
- ¡Ay, Carmela! (2011) de José Sánchez Sinisterra - Dir. José Luis Arellano.
- Mi alma en otra parte (2011) de Manuel Mora - Dir. Xicu Masó.
- Avaricia, lujuria y muerte (2011) - de Salvador Bolta.
- La duquesa al hoyo y la viuda al bollo (2010) - Cía. La Pica de Flandes.
- Alicia Atraviesa el Espejo (2007) - Dir. Jaroslaw Bielski. Cía. Réplika Teatro.
- Cervantes Circus (2008) - José Luis Saiz. Cía. Nómadas Club.
- Comedias cómicas en el corral de comedias (2007) - Dir. José Luis Sáiz.
- Alicia (2004) - Dir. Jaroslaw Bielski. Cía. Réplika Teatro.
- Cartas cruzadas (2003) - Dir. José Luis Saiz. Cía Réplika Teatro.

## Premis i nominacions
| Premis                            | Premis                                                       |
| --------------------------------- | ------------------------------------------------------------ |
| "La resplendor" de Dies de Cinema | Per Adiós (2020)                                             |
| Premis ASECAN del Cinema Andalús  | Millor Actriu de Repartiment per Adiós (2020                 |
| Els Amadors del Cinema            | Millor Actriu de Repartiment per Adiós (2020)                |
| Els Premis "Els Amors del Cinema" | Millor Actriu Revelació per Ana de día (2018)                |
| Premis Fènix                      | Elenc nominat a Millor Assembli Acotral per Vis a vis (2017) |

| Nominacions                          | Nominacions                                               |
| ------------------------------------ | --------------------------------------------------------- |
| Premis Feroç                         | Millor Actriu de Repartiment per Adiós (2020)             |
| Premis Goya                          | Millor Actriu de Repartiment per Adiós (2020)             |
| Premis de la Unió d'Actors i Actrius | Millor Actriu de Repartiment per Adiós (2020)             |
| Premis del Cinema Andalús            | Millor Interpretació de Repartiment per Ana de día (2018) |
| Premis Hellen Hayes                  | Millor Actriu per Ay, Carmela! (2012)                     |

Fonts